# Пьяноборская культура
Пьянобо́рская культу́ра (о́бщность) — археологическая культура (культурно-историческая общность), существовавшая во II веке до н. э. — II/IV веке н. э. в Нижнем Прикамье и по реке Вятке. Сформировалась на основе распавшейся ананьинской культурно-исторической общности.
Пьяноборская культура названа по двум могильникам у села Пьяный Бор (ныне Красный Бор на реке Каме в Татарстане), открытым Пасынковым в 1880 году.
Пьяноборские памятники II века до н. э. — II века н. э. плотно сосредоточены по правобережью Камы, против устья реки Белой, на протяжении 90 км и на прилегающей территории (левобережье Камы) Башкортостана по реке Белой и её притокам тоже примерно на 90 км. Согласно последним данным их количество доходит до 175. Эту плотную группу памятников В. Ф. Генинг предлагал назвать Чегандинской культурой. Пьяноборские памятники III—V веков он разделял на Мазунинскую культуру в Нижнем Прикамье и Азелинскую в бассейне Вятки. Р. Д. Голдина выделяет поздние пьяноборские памятники на Вятке и Пижме в Худяковскую культуру.
Городища двух типов: маленькие крепости-укрытия по окраинам культуры и большие в центральном районе.
Население вело комплексное хозяйство, сочетающее охоту, скотоводство, рыболовство, бортничество и земледелие. Заметно возрастает роль железа, кузнечное ремесло становится массовым: при раскопках Буйского городища был обнаружен клад, содержащий 186 железных кельтов. Женские захоронения пьяноборцев отличаются обилием бронзовых украшений (суммарным весом до 2 кг на одном человеке). Характерной особенностью культуры являются бронзовые эполетообразные застёжки широких ремней. Усиливаются торговые связи: пьяноборские украшения достигают Оки и Западной Сибири, в то время как в пьяноборских захоронениях обнаружены фигурки львов и скарабеев из египетского голубого фаянса, боспорские фибулы, осколки римской стеклянной чаши, сарматские бронзовые зеркала.
В облике пьяноборцев преобладает европеоидный мезоморфный долихокранный среднешироколицый морфологический тип с некоторым ослаблением носовых костей.
Тип материальной культуры пьяноборцев связывается с предками удмуртов.
У представителей пьяноборской культуры генетиками был выявлен древнесибирский компонент и определены митохондриальные гаплогруппы U1b2d2, H6a1a4, U4a, K1c1e, H10e2, T1a1b, U5b1e1, G2a1, Z1a1a, U2d2-b1.